# Bay
Bay, Bayrumbaum oder Westindischer Lorbeer (Pimenta racemosa) ist eine Pflanzenart innerhalb der Familie der Myrtengewächse (Myrtaceae). Englischsprachige Trivialnamen sind Bayrum tree und West Indian bay.

## Beschreibung

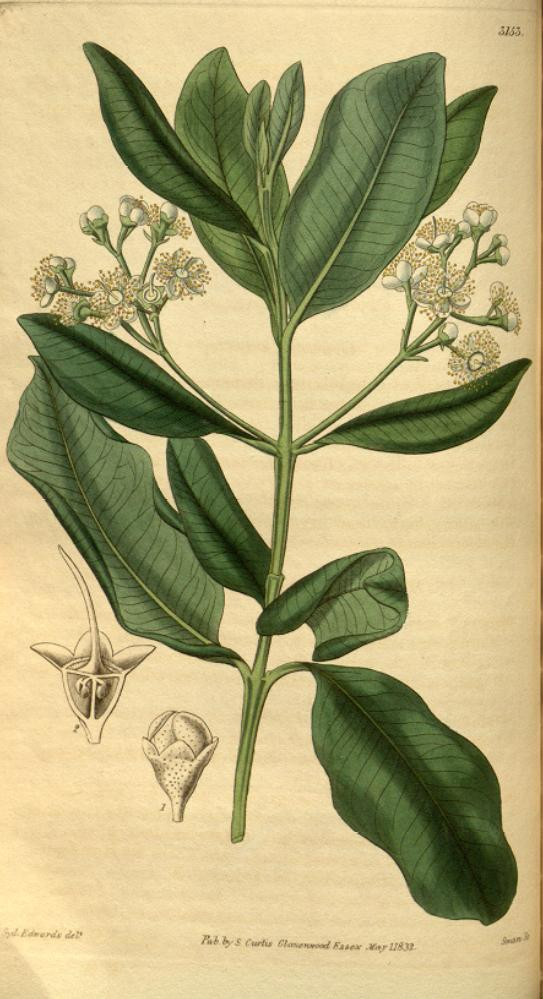
Illustration

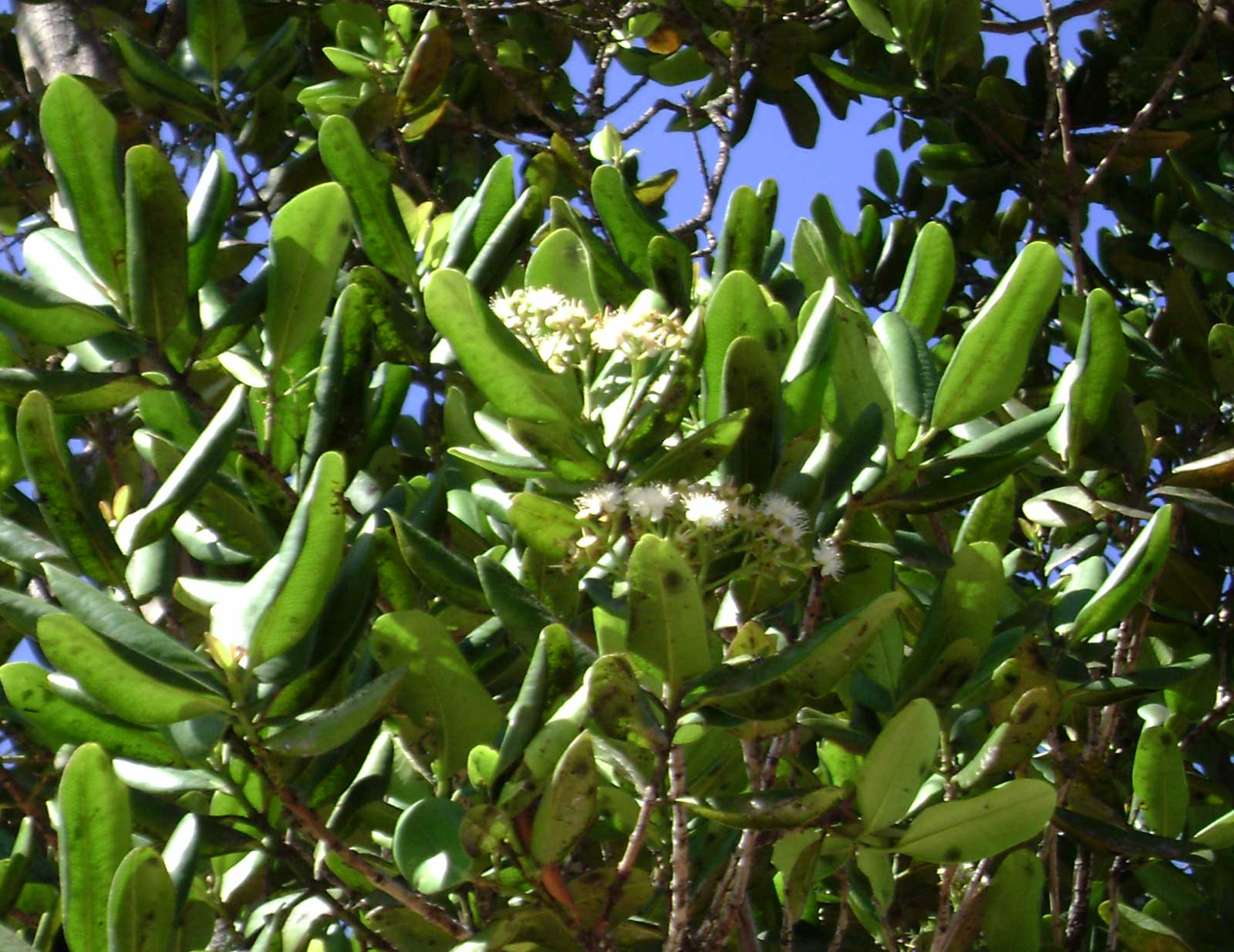
Blütenstände und Laubblätter

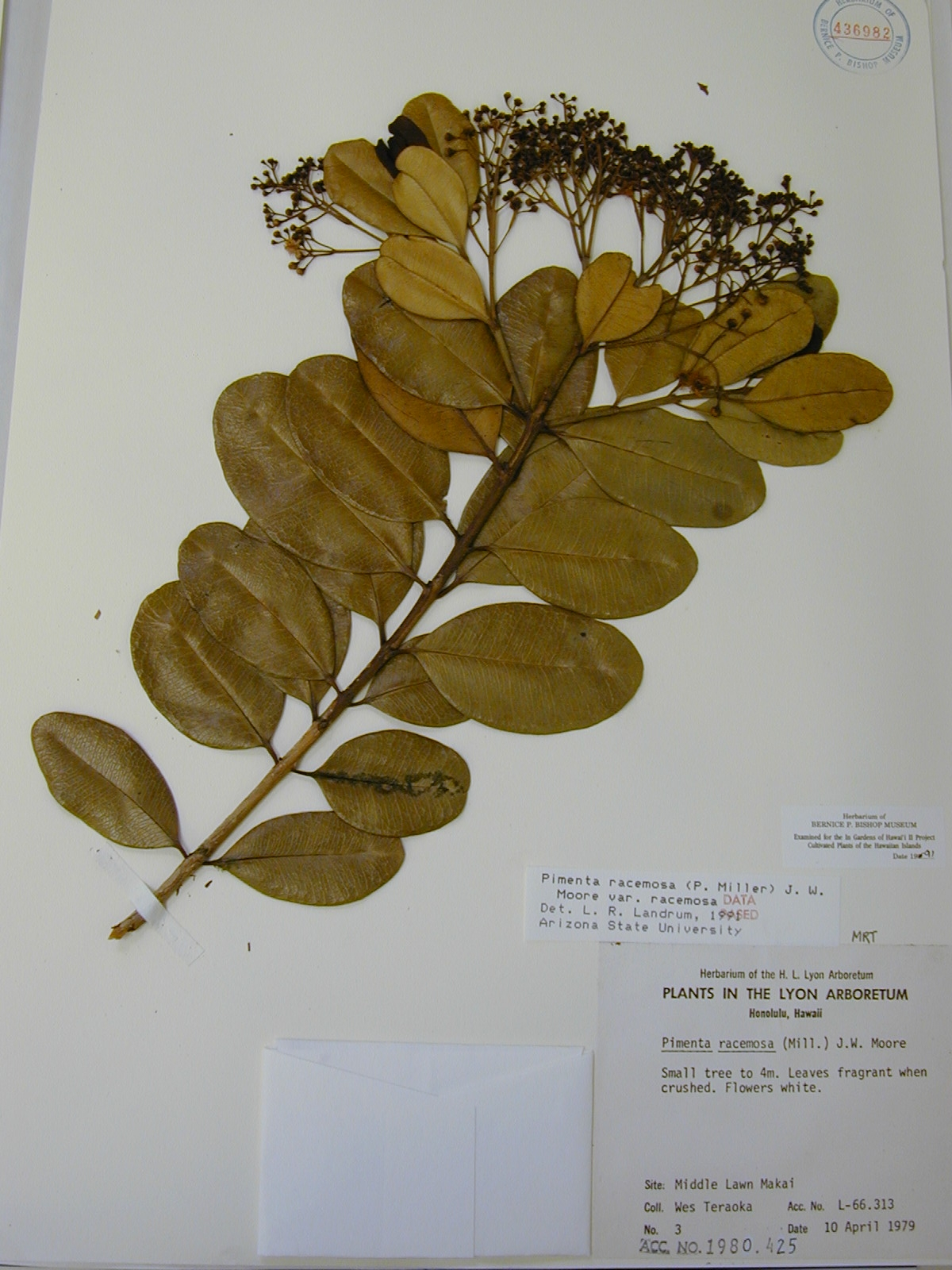
Herbarbeleg

Pimenta racemosa wächst als immergrüner Baum und erreicht Wuchshöhen bis über 12–20 Meter. Die bräunliche, relativ glatte Borke ist abblätternd.
Die gegenständig an den Zweigen angeordneten, einfachen Laubblätter sind in Blattstiel und -spreite gegliedert. Der kurze Blattstiel ist 3 bis 12 mm lang. Die einfache, steiflich ledrige und aromatische, ganzrandige Blattspreite ist bei einer Länge von meist 4 bis 17 Zentimeter und einer Breite von 2,5 bis 6 Zentimeter verkehrt-eiförmig bis elliptisch. Der Blattrand ist öfters leicht umgebogen. Die Blätter sind stumpf bis rundspitzig oder abgerundet bis eingebuchtet mit abgerundeter bis spitzer Spreitenbasis. Sie sind unterseits leicht behaart bis kahl. Es sind fünf bis sechs Paare relativ undeutlicher Seitennerven und dazwischen eine feine Netznervatur vorhanden. Die Blattoberseite ist glänzend und die Unterseite heller sowie matt.
Auf einem Blütenstandsschaft steht ein kurzer, zymöser, schirmrispiger und achselständiger Blütenstand. Die weißen, zwittrigen, duftenden und fünfzähligen, kurz gestielten bis sitzenden Blüten mit doppelter Blütenhülle sind bei einem Durchmesser von etwa 10 Millimeter radiärsymmetrisch. Es sind fünf sehr kleine, behaarte bis kahle Kelchblätter und etwas größere, zurückgelegte, rundliche Petalen vorhanden. Es sind viele vorstehende Staubblätter vorhanden. Der zweikammerige Fruchtknoten mit schlankem, behaarten bis kahlen Griffel ist mittelständig in einem kleinen, konischen und behaarten bis kahlen Blütenbecher. Es ist ein Diskus vorhanden.
Die bei Reife schwarzen und glänzenden, rundlichen bis ellipsoiden, ein- bis dreisamigen Früchte, Beeren (Scheinfrucht) mit beständigem Kelch an der Spitze sind 7 bis 12 Millimeter lang.
Die Chromosomenzahl beträgt 2n = 22.

## Inhaltsstoffe und Nutzung
Der Westindische Lorbeer wird zur Ölproduktion als Strauch auf maximal 4 Meter geschnitten, damit er leichter beerntet werden kann. Verwendet werden die Blätter, die ätherisches Öl enthalten, das durch Destillation gewonnen wird. Die Hauptkomponenten des Öls können, abhängig von geographischen Herkunft, Eugenol und Chavicol, Neral und Geranial oder Estragol und Methyleugenol sein. Zusätzlich enthält es unter anderem 3-Octanol, Myrcen, Limonen, p-Cymol, Linalool. Bayöl wurde um 1900 zur Pflege der Kopfhaut verwendet und galt als Haarwuchsmittel. Bayblatt-Destillat wird unter der Bezeichnung Bay Rum als Aftershave, Eau de Cologne und Haarwasser verkauft.
Bayöl zeichnet sich durch einen starken, würzigen Duft aus, der an Nelkenöl erinnert. Die antiseptische Wirkung ist nachgewiesen, und daher wird das Öl häufig bei Erkältungen zusammen mit Eukalyptusöl für Inhalationen und Bäder verwendet. Eine beruhigende Wirkung auf das neurovegetative Nervensystem wird dem Öl ebenfalls nachgesagt.
Die Blätter können auch als Gewürz verwendet werden oder zu einem Tee bereitet werden.
Die noch grünen Früchte sind ähnlich wie die von Piment, jedoch von schlechterer Qualität und daher weniger als Gewürz geeignet.
Das harte Holz ist sehr beständig.

## Systematik und Verbreitung
Die Erstveröffentlichung erfolgte 1768 unter dem Namen (Basionym) Caryophyllus racemosus Mill. durch Philip Miller in The Gardeners Dictionary: …, 8. Auflage, Nummer 5. Diese Art wurde im Laufe der Zeit in mehrere Gattungen gestellt. Die heute akzeptierte Neukombination zu Pimenta racemosa (Mill.) J.W.Moore erfolgte 1933 durch John William Moore in Bernice P. Bishop Museum Bulletin, Volume 102, S. 33. Das Artepitheton racemosa bedeutet traubig.
Pimenta racemosa ist auf den karibischen Inseln Anguilla, Antigua und Barbuda, Barbados, Kuba, Dominica, Grenada, Guadeloupe, Hispaniola, Martinique, Montserrat, Puerto Rico, St. Lucia, St. Vincent und die Grenadinen, Trinidad sowie den Jungferninseln beheimatet und kommt in Guyana sowie Venezuela vor. Beispielsweise auf Hawaii und Fidschi wird er angebaut und ist dort verwildert.
Es gibt fünf Varietäten von Pimenta racemosa (Mill.) J.W.Moore:
- Pimenta racemosa var. grisea (Kiaersk.) Fosberg (Syn.: Pimenta acris var. grisea Kiaersk., Amomis caryophyllata var. grisea (Kiaersk.) Kiaersk., Amomis grisea (Kiaersk.) Britton): Sie kommt von der Dominikanischen Republik bis zu den Jungferninseln vor.
- Pimenta racemosa var. hispaniolensis (Urb.) Landrum (Syn.: Amomis hispaniolensis Urb., Pimenta hispaniolensis (Urb.) Burret, Amomis pauciflora Urb., Pimenta pauciflora (Urb.) Burret, Pimenta crenulata Alain): Es ist ein Endemit auf Hispaniola.
- Pimenta racemosa var. ozua (Urb. & Ekman) Landrum (Syn.: Amomis ozua Urb. & Ekman, Pimenta ozua (Urb. & Ekman) Burret, Amomis anisomera Urb. & Ekman, Pimenta anisomera (Urb. & Ekman) Burret): Es ist ein Endemit des nördlichen-zentralen Hispaniola.
- Pimenta racemosa var. racemosa (Syn.: Myrtus caryophyllata Jacq. nom. illeg., Myrtus acris Sw., Myrtus citrifolia Poir., Myrcia acris (Sw.) DC., Myrcia pimentoides DC., Myrtus tabasco Willd. ex Schltdl. & Cham., Eugenia tabasco (Willd. ex Schltdl. & Cham.) G.Don, Myrtus pimentoides (DC.) T.Nees, Pimenta acris (Sw.) Kostel., Pimenta citrifolia (Poir.) Kostel., Pimentus cotinifolia Raf., Amomis oblongata var. occidentalis O.Berg, Amomis acris (Sw.) O.Berg, Amomis acris var. grandifolia O.Berg, Amomis acris var. obtusata O.Berg, Amomis acris var. parvifolia O.Berg, Amomis oblongata O.Berg, Amomis pimento O.Berg, Amomis pimento var. jamaicensis O.Berg, Amomis pimento var. surinamensis O.Berg, Amomis pimentoides O.Berg, Pimenta officinalis var. tabasco (Willd. ex Schltdl. & Cham.) O.Berg, Pimenta acris var. pimentoides (DC.) Griseb., Pimenta pimento Griseb., Pimenta acuminata Bello, Amomis caryophyllata Krug & Urb., Pimenta dioica var. tabasco (Willd. ex Schltdl. & Cham.) Standl., Pimenta tabasco (Willd. ex Schltdl. & Cham.) Lundell): Sie kommt auf Karibischen Inseln und im nördlichen Venezuela vor.
- Pimenta racemosa var. terebinthina (Burret) Landrum (Syn.: Pimenta terebinthina Burret): Es ist ein Endemit der nordöstlichen Dominikanischen Republik.